# Zdrębowo
Zdrębowo [pronunciación en polaco: /zdrɛmˈbɔvɔ/] (en casubio: Zdrãbòwò) es un pueblo ubicado en el distrito administrativo de Gmina Stężyca, dentro del Condado de Kartuzy, Voivodato de Pomerania, en Polonia del norte. Se encuentra aproximadamente a 2 kilómetros al sur de Stężyca, a 23 kilómetros al suroeste de Kartuzy, y a 49 kilómetros al suroeste de la capital regional Gdańsk.
Para detalles de la historia de la región, véase Historia de Pomerania.
El pueblo tiene una población de 20 habitantes.